# Johan Voskamp
Johan Voskamp (wym. [ˈjoː.ɦɑn ˈvɔs.kɑmp]; ur. 15 października 1984 w De Lier) – holenderski piłkarz występujący na pozycji napastnika.

## Kariera klubowa
20 sierpnia 2010 roku w swoim debiucie w barwach Sparty Rotterdam, Voskamp strzelił osiem goli w wygranym 12:1 spotkaniu z Almere City w rozgrywkach II ligi holenderskiej. W lipcu 2011 roku został wykupiony z tego klubu i podpisał trzyletni kontrakt ze Śląskiem Wrocław. Po rozwiązaniu umowy z wrocławskim zespołem powrócił do Sparty Rotterdam.

### Śląsk Wrocław
W Śląsku Wrocław zadebiutował w meczu 2. rundy eliminacji do Ligi Europy z Dundee United, w którym zdobył zwycięską bramkę. Także w debiucie w Ekstraklasie Voskamp strzelił gola, dającego remis przeciwko Górnikowi Zabrze. Po jednej bramce zdobył także w spotkaniach 1/16 i 1/8 finału Pucharu Polski. W sezonie 2011/2012 wywalczył ze Śląskiem mistrzostwo Polski, zaliczając sześć trafień. We wrocławskiej drużynie rozegrał łącznie 39 meczów, strzelając 9 goli. 5 czerwca 2013 roku odszedł z klubu.
| Sezon       | Klub             | Kraj     | Rozgrywki            | Mecze | Bramki |
| ----------- | ---------------- | -------- | -------------------- | ----- | ------ |
| 2005/06     | SBV Excelsior    | Holandia | Jupiler League       | 27    | 9      |
| 2006/07     | SBV Excelsior    | Holandia | Eredivisie           | 21    | 5      |
| 2007/08     | SBV Excelsior    | Holandia | Eredivisie           | 28    | 6      |
| 2008/09     | SBV Excelsior    | Holandia | Jupiler League       | 19    | 5      |
| 2008/09 (w) | RKC Waalwijk     | Holandia | Jupiler League       | 13    | 3      |
| 2009/10     | Helmond Sport    | Holandia | Jupiler League       | 33    | 22     |
| 2010/11 (j) | Helmond Sport    | Holandia | Jupiler League       | 1     | 0      |
| 2010/11     | Sparta Rotterdam | Holandia | Jupiler League       | 31    | 29     |
| 2011/12     | Śląsk Wrocław    | Polska   | T-Mobile Ekstraklasa | 17    | 6      |
| 2012/13     | Śląsk Wrocław    | Polska   | T-Mobile Ekstraklasa | 7     | 0      |
| 2013/14     | Sparta Rotterdam | Holandia | Jupiler League       | 23    | 12     |
| 2014/15     | Sparta Rotterdam | Holandia | Jupiler League       | 31    | 12     |
| 2015/16     | Sparta Rotterdam | Holandia | Jupiler League       | 5     | 0      |
| 2016/17     | RKC Waalwijk     | Holandia | Jupiler League       | 34    | 15     |
| 2017/18     | RKC Waalwijk     | Holandia | Jupiler League       | 25    | 5      |
| 2018/19     | RKVV Westlandia  | Holandia | Derde Divisie        |       |        |

## Sukcesy

### Śląsk Wrocław
- Mistrz Polski: 2011/12
- Superpuchar Polski: 2012